# 마리아 퀴반
마리아 퀴반(Maria Quiban, 1970년 10월 28일 ~ )은 미국의 배우, 저널리스트, 텔레비전 배우, 영화배우이다.
호놀룰루에서 태어났다.

## 영화
- 대통령의 딸 (2004년)
- 캐치 댓 머니 (2004년)
- 케로하: 비러브드 (1995년)